# Borotín - zámek
Borotín - zámek este o arie protejată (arie specială de conservare — SAC, sit de importanță comunitară — SCI) din Republica Cehă întinsă pe o suprafață de 0,12 ha, integral pe uscat.

## Localizare
Centrul sitului Borotín - zámek este situat la coordonatele 49°34′52″N 16°40′13″E / 49.581111°N 16.670278°E.

## Înființare
Situl Borotín - zámek a fost declarat sit de importanță comunitară în aprilie 2005 pentru a proteja 1 specie de animale. Situl a fost protejat și ca arie specială de conservare în ianuarie 2017.

## Biodiversitate
Situată în ecoregiunea continentală, aria protejată nu include niciun habitat protejat.
La baza desemnării sitului se află o specie protejată de  mamifere: liliac comun (Myotis myotis).